# Recilia
Recilia — рід цикадок із роду клопів.

## Опис
Цикадки розміром 3—4 мм. Помірно стрункі, з закруглено-тупокутним виступаючим вперед тіменем. На теренах колишнього СРСР близько 7 видів.
- Recilia coronifera (Marshall, 1866)
- Recilia horvathi (Then, 1896)
- Recilia schmidtgeni (Wagner, 1939)